# 结子乡
结子乡是中国陕西省商洛市镇安县下辖的一个乡。

## 行政区划
结子乡下辖以下行政区：
太平村、典史村、木园村、大坪村、栗园村、蚂蝗村、栗湾村、樊里村